# Sirenevka
Sirenevka (en rus: Сиреневка) és un poble (un possiólok) del krai de Primórie, a l'Extrem Orient de Rússia, que en el cens del 2010 tenia 100 habitants.